# Stenellipsis persimilis
Stenellipsis persimilis är en skalbaggsart som beskrevs av Stefan von Breuning 1940. Stenellipsis persimilis ingår i släktet Stenellipsis och familjen långhorningar. Inga underarter finns listade i Catalogue of Life.